# 小体论
小体论（Corpuscularianism）是一个物理学理论，该理论假定所有物质都是由微小颗粒组成，并且在17世纪扮演着重要角色。小体论领域中处于主要领导地位的科学家有皮埃尔·伽桑狄、罗伯特·波义耳、约翰·洛克、勒内·笛卡尔和艾萨克·牛顿。